# های پوینت، شهرستان پام بیچ، فلوریدا
های پوینت (به انگلیسی: High Point) یک منطقهٔ مسکونی در ایالات متحده آمریکا است که در شهرستان پام بیچ، فلوریدا واقع شده‌است.‌های پوینت  ۲٬۱۹۱ نفر جمعیت دارد و؟ ? متر بالاتر از سطح دریا قرار دارد.